# Encephalartos msinganus
Encephalartos msinganus Vorster, 1996 è una pianta appartenente alla famiglia delle Zamiaceae, diffusa nella provincia di KwaZulu-Natal, in Sudafrica.
Il suo epiteto specifico fa riferimento alla località in cui cresce: la municipalità locale di Msinga, in Sudafrica.

## Descrizione
È una pianta a portamento arborescente, con un fusto alto fino a 3 m e con un diametro di 35 cm.
Le foglie sono lunghe 110–150 cm, di colore verde chiaro, rigide e piuttosto carenate. Il rachide è verde, diritto o leggermente ricurvo. Le foglioline lanceolate, non sovrapposte, lunghe 14–17 cm, sono disposte sul rachide in modo opposto, con un angolo di inserzione circa 60º; i margini sono interi e lisci e l'apice si assottiglia fino a diventare una robusta spina. Le foglioline della parte basale sono più piccole e sono spesso ridotte a spine.
È una specie dioica, con coni maschili di forma ovoidale, di colore giallo pallido, lunghi 30–40 cm e larghi 11–12 cm. Su ciascuna pianta ne crescono fino a quattro per volta. I coni femminili, circa della stessa forma, sono lunghi 42 cm, hanno un diametro di 22 cm, e possono essere ricoperti da una sottile peluria bruna. Solitamente ogni pianta ne produce uno o due.
I semi hanno una forma oblunga e sono ricoperti da un tegumento di colore rosso.

## Distribuzione e habitat
Questa specie è diffusa in una piccola zona nella località di Msinga nella provincia di KwaZulu-Natal, in Sudafrica. L'area complessiva del suo habitat non supera i 10 km2, e corrisponde grossomodo al bacino del fiume Buffels, un affluente del Tugela. Il suo habitat preferito è costituito da ripidi pendii a prateria esposti a nord. Cresce ad un'altitudine compresa tra 900 e 1 200 m s.l.m.
Non lontano da questa zona, in habitat simili, si possono trovare altre specie appartenenti al genere Encephalartos, come E. cernius, E. natalensis e E. villosus.

## Conservazione
La IUCN Red List classifica E. msinganus come specie in pericolo critico di estinzione (Critically Endangered). La principale minaccia è costituita dalla raccolta indiscriminata a scopo ornamentale. Attualmente la popolazione residua è stimata in non più di 200 esemplari, ma uno studio del 2008 rivela che questa specie sopravviverebbe solo in pochi individui sparsi.
La specie è inserita nella Appendice I della Convention on International Trade of Endangered Species (CITES)